# Karel Guzmán
Karel Guzmán Abreu (L'Avana, 7 febbraio 1995) è un cestista cubano.

## Carriera
Con Cuba ha disputato i Campionati americani del 2015.

## Statistiche

### Eurocup
| Anno      | Squadra  | PG | PT | MP   | TC%  | 3P%  | TL%  | RP  | AP  | PRP | SP  | PP  |
| --------- | -------- | -- | -- | ---- | ---- | ---- | ---- | --- | --- | --- | --- | --- |
| 2022-2023 | U Cluj   | 15 | 9  | 23,4 | 46,3 | 29,1 | 76,1 | 3,7 | 2,1 | 1,3 | 0,3 | 9,3 |
| 2023-2024 | U Cluj   | 17 | 17 | 23,2 | 47,4 | 37,5 | 66,0 | 4,4 | 1,6 | 2,2 | 0,5 | 8,0 |
| Carriera  | Carriera | 32 | 26 | 23,3 | 46,8 | 32,6 | 71,0 | 4,1 | 1,8 | 1,7 | 0,4 | 8,6 |

## Palmarès
- Campionato rumeno: 2

U Cluj: 2020-21, 2022-23
- Coppa di Romania: 1

U Cluj: 2023
- Supercoppa di Romania: 2

U Cluj: 2021, 2022